# Frederick (Colorado)
Pour les articles homonymes, voir Frederick.
Frederick est une ville dans l'État du Colorado, aux États-Unis.

## Géographie
Frederick est située à une latitude de : 40° 6' 40 " N et à une longitude de 104° 57' 39" O.
La municipalité s'étend sur 13,57 milles carrés (35,15 km2), dont 13,44 milles carrés (34,81 km2) de terres.

## Histoire
La ville en nommée en l'honneur de Frederick A Clark, propriétaire des terres sur lesquelles elle fut construite.

## Démographie
Au recensement de 2000, il y avait 2 467 habitants dans la ville, répartis en 684 familles. La ville comptait 852 maisons. La densité de population était de 110,6 hab/km2.
La population est constituée à 87,15 % de blancs, à 0,57 % d'afro-américains, à 1,0 % d'indiens d'Amérique, à 0,81 % d'asiatiques. Parmi, la population blanche, 20,88 % sont des hispaniques.
Selon le recensement de 2010, Frederick compte 8 679 habitants.
| 1910 | 1920 | 1930 | 1940 | 1950 | 1960 |
| ---- | ---- | ---- | ---- | ---- | ---- |
| 266  | 361  | 596  | 652  | 599  | 595  |

| 1970 | 1980 | 1990  | 2000  | 2010  | - |
| ---- | ---- | ----- | ----- | ----- | - |
| 696  | 855  | 1 101 | 2 600 | 8 679 | - |